# Осіма (півострів)
Півострів Осіма (яп. 渡島半島, おしまはんとう, осіма ханто) — півострів на південному заході острова Хоккайдо, складовій Японського архіпелагу.

## Короткі відомості
Півострів Осіма розташований на південь від низини Куромацунай, яка зв'язує містечка Сутцу й Осямамбе. Його південна частина врізається у протоку Цуґару розвилкою: малим півостровом Камеда на сході та півостровом Мацумае на заході. Східні береги півострова виходять до затоки Утіура, а західні — до Японського моря. На схід від низини Куромацунай знаходиться багато вулканів. Найбільші з них — Йотей, Комаґаке та Есан.
Рельєф півострова Осіма гористий. Переважають букові ліси. Гори Осіма складають його основну частину. Вони є продовженням гір Оу північно-східної частини Хонсю. Рівнини мало. Найбільшою з них є рівнина Хакодате в районі річки Оно.
Основне заняття мешканців півострова — рибальство і сільське господарство. Адміністративно він належить до округу Осіма.